# Reduta Ordona
Reduta Ordona – wiersz Adama Mickiewicza powstały w 1832 w Choryni k. Kościana (druga redakcja – w Dreźnie). Jest opisem obrony Warszawy przed Rosjanami podczas powstania listopadowego, we wrześniu 1831 przez załogę Reduty 54, gdzie dowódcą artylerii był Julian Ordon. Utwór powstał na podstawie relacji uczestnika tych wydarzeń, przyjaciela poety, Stefana Garczyńskiego, który wydał ten wiersz w Paryżu w 1833.
W scenie finałowej Ordon, nie chcąc oddać wrogowi amunicji, wysadza się wraz z całym jej składem w powietrze. Jest to wersja Adama Mickiewicza, gdyż w rzeczywistości Ordon przeżył pogrom, a swoje życie zakończył popełniając samobójstwo na emigracji we Włoszech. Sam Ordon spotkał się z Mickiewiczem w październiku 1855 roku w Burgasie.
Opinia o wysadzeniu reduty nr 54 przez Ordona była długo kwestią bezsporną. Pierwszą rysą w tym rycerskim rapsodzie było zjawienie się żywego Ordona, który po długiej tułaczce na obczyźnie zjawił się w kraju i począł sam pogłoski o swym czynie i zgonie prostować i za każdym razem szczegóły odmiennie przedstawiać. Skrupulatne badania K. Bartoszewicza, oparte tak na sprzecznościach wynurzeń Ordona, jak na zeznaniach gen. Mierosławskiego (Bitwa warsz. Poznań 1887), a wreszcie na kategorycznym stwierdzeniu gen. Lewińskiego, zastępcy szefa sztabu, gen. Prądzyńskiego, zdegradowały ostatecznie Ordona z roli „patrona szańców”. Okazało się, że

gdy nieprzyjaciel wdarł się do reduty nr 54, kapitan piechoty Nowosielski wysadził ją w powietrze wraz z majorem, kilku oficerami i mnóstwem żołnierstwa rosyjskiego naturalnie, i że sam padł ofiarą swego bohaterstwa. Stwierdzenie tego faktu przez uczestniczącego w tej walce jenerała, akcentowane w jego Pamiętnikach z całą powagą i tą intencją, by położyć kres „okrutnej pomyłce”, wydzierającej „umarłemu pięknych i wielkich poświęceń zasługę”, przekreśla ostatecznie lwią część ordonowskiej legendy, odbierając jej najszczytniejszy moment: bohaterstwo dobrowolnej śmierci na straconej placówce (Bartoszewicz, Legenda o Ordonie, „Tygodnik Ilustrowany” 1912, nr 46, s. 955; Bełza, Ordon czy Mickiewicz, „Kurier Warszawski” 1911, nr 327; Dybowski, Drobne sprostowania o reducie Ordona, „Kurier Lwowski” 1917)

## „Reduta Ordona” w kulturze
Wiersz ten był recytowany przez Bernarda Zygiera w powieści pt. Syzyfowe prace Stefana Żeromskiego. Do Reduty Ordona nawiązuje treściowo w prześmiewczy sposób sztuka Sławomira Mrożka Śmierć porucznika, pierwotnie wydana w Dialogu nr 5/1963; tytuł tej sztuki nawiązuje z kolei do innego dzieła Mickiewicza, Śmierci pułkownika, zaś jedną z osób dramatu Mrożka jest Poeta, przedstawiający się jako Vier und Vierzig (niem. czterdzieści i cztery), który stanowi parodię osoby samego Mickiewicza.
W 1999 Bogna Lewtak-Baczyńska skomponowała muzykę do „Reduty Ordona”. W 2009 ukazała się hip-hopowa wersja w interpretacji zespołu Trzeci Wymiar i duetu producenckiego WhiteHouse. Utwór znajduje się na płycie Poeci, która składa się z rapowanych wersji poezji. W 2016 na serwisie internetowym YouTube pojawił się film, w którym Reduta Ordona jest recytowana zbiorowo, między innymi przez Piotra Fronczewskiego. W 2018 ukazała się płyta Mickiewicz – Stasiuk – Haydamaky, na której Andrzej Stasiuk i ukraiński zespół Haydamaky nagrali muzykę z recytacjami wierszy Adama Mickiewicza i wśród nich m.in. Reduty Ordona.